# Festival International de Jazz de Montréal
Festival International de Jazz de Montréal är en stor musikfestival. Den anordnas årligen sedan 1979 i kanadensiska Montréal och pågår i tolv dagar. Många av de mest kända internationella jazzartisterna har uppträtt på festivalen under dess historia, men även artister som inte normalt förknippas med jazz har uppträtt där. Vid sidan av de stora framträdandena pågår många mindre konserter på sidoscenener på festivalområdet. 